# Paulo Correia
Paulo Roberto Correia (né le 14 février 1960) est un athlète brésilien, spécialiste du sprint.
Il remporte la médaille d’or du 200 m lors des Championnats d’Amérique du Sud 1981 et ceux de 1983.